# Johannes Klingenberg Sejersted
Johannes Klingenberg Sejersted (7 de abril de 1761 – 17 de septiembre de 1823) fue un oficial militar noruego.

## Carrera
Nacido en Flå, Sør-Trøndelag como hijo del Teniente coronel Jens Fredrik Svane Sejersted y su esposa Dorothea Catharina Klingenberg. Estudió en la Universidad de Copenhague de 1777 hasta 1781. En 1788 ejerció como asistente de campaña del general Moltke durante la Guerra de Cowberry, cuándo el Reino de Dinamarca-Noruega atacó Suecia. Sejersted decidió quedarse en el ejército, y fue promovido a Alférez en 1781 y a Teniente Premier en 1789. En 1794 se unió al Estado Mayor Danés-Noruego, desde 1795 como Capitán. Ascendió al grado de Mayor en octubre de 1807, y al mismo tiempo se estableció en Noruega. A inicios de 1808 asistió al Príncipe danés Carlos Augusto de Augustenborg en sus campañas en Aurskog-Høland, como parte de la guerra sueco-danesa. Se mantendrá como asistente del príncipe hasta el final de la guerra en 1809. Fue promovido a Teniente coronel en agosto de 1808 y más tarde a Coronel, ese mismo año.
En febrero de 1814, fue convocado por otro Príncipe danés, Cristían VIII de Dinammarca, para participar en la Reunión de Notables, los cuales ponen los principios para una futura Asamblea Constituyente Noruega. Cuando Noruega declaró la independencia en mayo el mismo año, Sejersted fue nombrado jefe del Estado Mayor, nuevamente creada el 25 de mayo de 1814. Fue también promovido a Mayor general.

### Plan de Defensa
Ya en 1813, en la petición de Cristián VIII, Sejersted había elaborado un plan militar para la Noruega independiente. El plan era defensivo. Al principio era una copia de las acciones de Cristián VIII en 1808; específicamente Sejersted no deseó invadir Suecia, única vía del ejército sueco desde Noruega si es necesaria.
En enero de 1814 el Tratado de Kiel fue firmado, dando a Suecia (como país victorioso en las guerras napoleónicas) control sobre Noruega. En el mismo mes, Sejersted recibió una orden directa de crear un plan estratégico más ofensivo. Así lo hizo, sin embargo, el plan nunca fue llevado a cabo. Desde la independencia noruega entró en conflicto con el Tratado de Kiel, Suecia pasó a la acción e invadió Noruega en el verano de ese año, dando origen a la Guerra sueco-noruega. En realidad, pues, Noruega llegó a seguir una estrategia defensiva. Sin embargo,  había algunas discrepancias importantes, entre la influencia política de Sejersted y el campo de batalla. Así, el ejército noruego experimentó un retiro en Rakkestad, cerca de la frontera sueca, a inicios del conflicto. Entonces Sejersted ideó un nuevo plan, pero este fue descartado cuando Cristián VIII, fue coronado rey en mayo, y por ello el Comandante en jefe, abandonó un baluarte noruego en Langnes. Realizó un tercer plan, pero nuevamente el Rey actuó en contra para lograr un objetivo a corto plazo. En suma, Sejersted apeló infructuosamente hacia Cristián VIII para que este promulgara un defensa verdadedamente poderosa, y en la última fase del conflicto, se mantuvo en pie y sin influencia real Suecia invadió Noruega, llevando a cabo la Convención de Moss, una nueva Constitución en noviembre y el ascenso de Carlos XIII al trono en una Unión entre Suecia y Noruega.

## Últimos años
Sejersted mantuvo su posición militar a pesar de la unión con Suecia. Desde 1815, Sejersted se estableció en Trøndelag, primero con el rango de General, luego como Teniente general desde 1818. Jamás se casó, ni tampoco tuvo hijos. Falleció en septiembre de 1823 en Trondhjem.